# Сакуран
«Сакуран» (яп. さくらん, дословный перевод — «Путаница») — фильм, снятый Микой Нинагавой по одноимённой сэйнен манге Моёко Анно. Премьера фильма состоялась впервые 7 декабря 2006 года в Японии. Действие картины в которой снялись Анна Цутия, Масанобу Андо, Ёсино Кимура происходит в Японии в эпоху Эдо.
Фильм выступил на нескольких международных кинофестивалях в Европе, был отмечен за музыкальное сопровождение и декорации в Японии.

## Сюжет
В эпоху Эдо квартал Ёсивара в Токио становится огороженным местом для легальной проституции. Молодая нищая девочка продаётся в один из публичных домов Ёсивары, где ей дают имя Киёха (Анна Цутия).
Будучи с детства гордой и независимой, Киёха не соблюдает строгие правила учениц и несколько раз пытается сбежать из квартала красных фонарей, но ей этого не удаётся. Ойран Сёхи (Михо Анно) убеждает Киёху продолжить обучение ремеслу куртизанок, и она решает стать лучшей. Слуга по имени Сэйдзи (Масанобу Андо) обещает забрать её, когда зацветёт старая сакура перед их домом.
Киёха вырастает и становится куртизанкой. Популярность её растёт и это не нравится популярной в то время ойран Такао (Ёсино Кимура), чья клиентура частично перешла к Киёхе. Последняя же влюбляется в одного из своих посетителей по имени Судзиро (Хироки Наримия), встречаясь с ним чаще, чем с другими клиентами. Её любовник предлагает ей встречу вместо уже назначенного приёма с самураем Сакагути, и она соглашается. В результате козней недоброжелательной ойран, Сакагути узнаёт об этом и в бешенстве избивает Киёху. Однако Такао всё равно не удаётся вернуть своего возлюбленного, который безвозвратно влюбился в её соперницу и она решается убить его бритвенным станком, что, однако, приводит к её собственной гибели. Киёха решает проверить чувства Судзиро (Кэнити Эндо) и сбегает из Ёсивары, однако её надежды не оправдываются. Слуга Сэйдзи успокаивает её, и она снова возвращается в публичный дом.
Убедившись на собственном опыте в вероломности любви, она становится уверенной и открытой куртизанкой. Вскоре ей предлагают должность ойран, которую она с неохотой принимает. Став фактически центральным лицом в публичном доме, Киёха, которую теперь называют Хигураси, принимает наиболее влиятельных и знатных лиц Японии. Самурай Кураносукэ Мацумото (Киппэй Сиина) предлагает сделать её своей законной женой, и она соглашается, однако вскоре оказывается беременной. Кураносукэ согласен воспитывать её чужого ребёнка, но, к несчастью Хигураси, у неё случается выкидыш. Она переживает в это время сильный душевный кризис, а Сэйдзи всячески пытается ей помочь. Ему самому уже нужно жениться и он не знает, как ему быть. В первый день весны, когда по уговору Хигураси должна была выйти замуж за Кураносукэ, старая сакура перед домом впервые зацветает. Хигураси и Сэйдзи встречаются под ней и решают уйти.
Через всю сюжетную линию фильма протянут образ золотых рыбок, которые украшают интерьер публичного дома и символизируют образ куртизанки, не способной к любой другой нормальной жизни, кроме как в аквариуме. Режиссёр фильма, один из наиболее влиятельных фотографов в современной Японии, путём дублирования образа золотой рыбки на протяжении всего фильма, скрепляет его разрозненные части.

## В ролях
| Актёр          | Роль             |
| -------------- | ---------------- |
| Анна Цутия     | Киёха (Хигураси) |
| Киппэй Сиина   | Кураносукэ       |
| Ёсино Кимура   | ойран Такао      |
| Хироки Наримия | Судзиро          |
| Михо Канно     | ойран Сёхи       |

| Актёр           | Роль                   |
| --------------- | ---------------------- |
| Масанобу Андо   | Сэйдзи                 |
| Масатоси Нагасэ | Мицунобу               |
| Рэндзи Исибаси  | хозяин публичного дома |
| Мари Нацуки     | хозяйка                |

## Саундтрек
Вся музыка к фильму принадлежит творчеству популярной японской джаз-рок исполнительницы Ринго Сиина. Её альбом Хэйсэй Фудзоку (Японские манеры и обычаи периода Хэйсэй) практически полностью вошёл в фильм.

### Композиции вошедшие в саундтрек фильма
| №  | Название                          | Длительность |
| -- | --------------------------------- | ------------ |
| 1. | «ギャンブル (Гянбуру)»            | 5:53         |
| 2. | «錯乱 (Сакуран)»                  | 3:49         |
| 3. | «花魁 (Ойран)»                    | 5:13         |
| 4. | «この世の限り (Коно ё но кагири)» | 3:31         |
| 5. | «茎 (Куки)»                       | 4:27         |

## Награды и номинации
Фильм был номинирован на премию Азиатской киноакадемии за лучшего композитора (Ринго Сиина), а также за лучшую работу художника в 2007 году. Кроме того, картина была номинирована на премию Японской Академии за достижения в музыке в 2008 году. Также, фильм Сакуран был показан на Римском международном кинофестивале в 2010 году, показывался в Германии и других странах Европы.